# Nigerianische Fußballnationalmannschaft/Weltmeisterschaften
Der Artikel beinhaltet eine ausführliche Darstellung der nigerianischen Fußballnationalmannschaft bei Fußball-Weltmeisterschaften. Die nigerianische Mannschaft nahm erstmals an der Qualifikation für die WM 1962 teil und konnte sich sechsmal für die WM qualifizieren. In der ewigen Rangliste belegt Nigeria als drittbeste afrikanische Mannschaft den 33. Platz und hat als einzige afrikanische Mannschaft dreimal die K.o.-Runde erreicht, scheiterte dort aber jeweils im Achtelfinale.

## Übersicht
| Jahr | Gastgeberland  | Teilnahme bis …    | Letzte(r) Gegner                    | Ergebnis | Trainer            | Bemerkungen und Besonderheiten |
| ---- | -------------- | ------------------ | ----------------------------------- | -------- | ------------------ | --- |
| 1930 | Uruguay        | nicht teilgenommen |                                     |          |                    | Kein selbständiger Staat |
| 1934 | Italien        | nicht teilgenommen |                                     |          |                    | Kein selbständiger Staat |
| 1938 | Frankreich     | nicht teilgenommen |                                     |          |                    | Kein selbständiger Staat |
| 1950 | Brasilien      | nicht teilgenommen |                                     |          |                    | Kein selbständiger Staat |
| 1954 | Schweiz        | nicht teilgenommen |                                     |          |                    | Kein selbständiger Staat |
| 1958 | Schweden       | nicht teilgenommen |                                     |          |                    | Kein selbständiger Staat |
| 1962 | Chile          | nicht qualifiziert |                                     |          |                    | In der Qualifikation an Ghana gescheitert, das sich aber ebenfalls nicht qualifizieren konnte.                                                                              |
| 1966 | England        | zurückgezogen      |                                     |          |                    | Alle 15 afrikanischen Mannschaften zogen sich aus der Qualifikation zurück, da die FIFA den Mannschaften aus Afrika, Asien und Ozeanien nur einen Endrundenplatz zugestand. |
| 1970 | Mexiko         | nicht qualifiziert |                                     |          |                    | In der Qualifikation in der Endrunde an Marokko gescheitert. |
| 1974 | Deutschland    | nicht qualifiziert |                                     |          |                    | In der Qualifikation in der 2. Runde erneut an Ghana gescheitert, das sich aber ebenfalls wieder nicht qualifizieren konnte.                                                |
| 1978 | Argentinien    | nicht qualifiziert |                                     |          |                    | In der Qualifikation in der 4. Runde an Tunesien gescheitert. |
| 1982 | Spanien        | nicht qualifiziert |                                     |          |                    | In der Qualifikation in der 4. Runde an Algerien gescheitert. |
| 1986 | Mexiko         | nicht qualifiziert |                                     |          |                    | In der Qualifikation im Halbfinale erneut an Tunesien gescheitert, das sich aber ebenfalls nicht qualifizieren konnte.                                                      |
| 1990 | Italien        | nicht qualifiziert |                                     |          |                    | In der Qualifikation in der 2. Runde an Kamerun gescheitert. |
| 1994 | USA            | Achtelfinale       | Italien                             | 9.       | Clemens Westerhof  | Niederlage in der Verlängerung |
| 1998 | Frankreich     | Achtelfinale       | Dänemark                            | 12.      | Bora Milutinović   | |
| 2002 | Südkorea/Japan | Vorrunde           | Argentinien, Schweden, England      | 27.      | Adegboye Onigbinde | Als Gruppenletzter ausgeschieden |
| 2006 | Deutschland    | nicht qualifiziert |                                     |          |                    | In der Qualifikation in der 2. Runde an Angola gescheitert. |
| 2010 | Südafrika      | Vorrunde           | Argentinien, Griechenland, Südkorea | 27.      | Lars Lagerbäck     | Als Gruppenletzter ausgeschieden |
| 2014 | Brasilien      | Achtelfinale       | Frankreich                          | 16.      | Stephen Keshi      | In der Gruppenphase der Endrunde traf Nigeria wie schon 1994, 2002 und 2010 auf Argentinien sowie erstmals bei einer WM auf Bosnien-Herzegowina und den Iran.               |
| 2018 | Russland       | Vorrunde           | Kroatien Island Argentinien         | 21.      | Gernot Rohr        | Mit einem Sieg und zwei Niederlagen als Gruppendritter ausgeschieden. |
| 2022 | Katar          | nicht qualifiziert |                                     |          |                    | In der 3. Qualifikationsrunde aufgrund der Auswärtstorregel an Ghana gescheitert.                                                                                           |

Statistik (Angaben inkl. 2022: 22 Weltmeisterschaften; Prozentangaben sind gerundet)

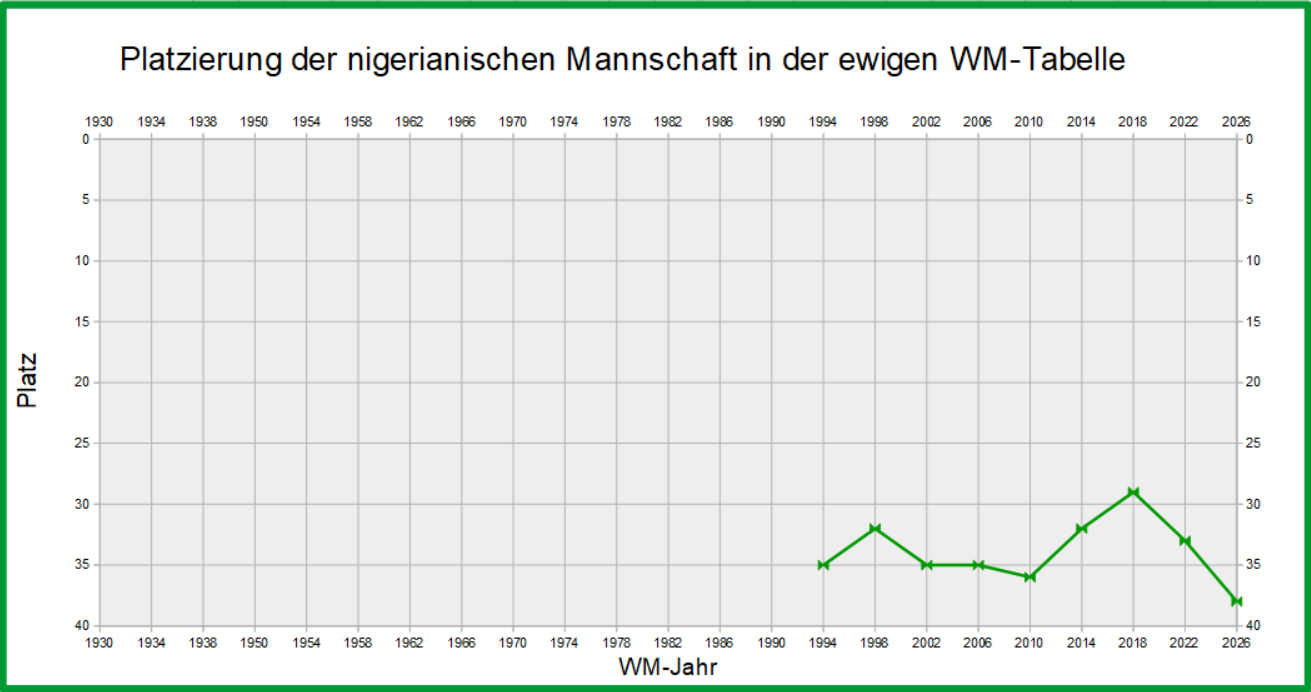
Platzierung der nigerianischen Mannschaft in der ewigen WM-Tabelle

- Nicht teilgenommen (kein selbständiger Staat oder nicht anerkannt): 6× (27,3 %; 1930 bis 1958),
- Zurückgezogen: 1× (4,5 %; 1966)
- Nicht qualifiziert: 9× (40,9 %; 1962, 1970, 1974, 1978, 1982, 1986, 1990, 2006 und 2022)
- Sportliche Qualifikation: 6× (27,3 % bzw. bei 40 % der Versuche)
  - Vorrunde: 3× (13,6 %; 2002, 2010 und 2018)
  - Achtelfinale: 3× (13,6 %; 1994, 1998 und 2014)

## WM-Turniere

### 1930 bis 1958
Nigeria war von 1861 bis 1961 Teil von Britisch-Westafrika. Die Nigeria Football Association, Vorläufer der Nigeria Football Federation wurde zwar bereits 1945 gegründet, aber erst im Jahr der Unabhängigkeit in die FIFA aufgenommen. Daher konnten die Nigerianer an den ersten sechs Weltmeisterschaften nicht teilnehmen.

### 1962 in Chile
Nigeria nahm erstmals an der Qualifikation für die WM in Chile teil und traf am 28. August 1960 in der ersten Runde in Accra in ihrem ersten WM-Qualifikationsspiel auf Ghana. Das Spiel wurde mit 1:4 verloren. Das Rückspiel in Lagos endete 2:2. Damit war Nigeria ausgeschieden, aber auch die Ghanaer scheiterten in der nächsten Runde an Marokko, das dann im Afrika/Europa-Playoff an Spanien scheiterte. Somit konnte sich keine afrikanische Mannschaft qualifizieren.

### 1966 in England
Für die WM im "Mutterland des Fußballs" sollte Nigeria in der Qualifikations-Vorrunde gegen Ägypten und Libyen antreten. Da aber den Mannschaften aus Afrika, Asien und Ozeanien nur ein Platz bei der Endrunde zugestanden wurde, zogen alle 15 afrikanischen Mannschaften zurück. Auch Südkorea verzichtete. Einzig Australien und Nordkorea traten zur Qualifikation an, Nordkorea qualifizierte sich für die WM.

### 1970 in Mexiko
Für die erste WM in Mexiko wurde den Afrikanern ein direkter Startplatz zuerkannt, um den sich elf Mannschaften bewarben. Nigeria musste in der Qualifikation in der ersten Runde gegen den Nachbarn Kamerun antreten. Im Heimspiel gelang nur ein 2:2. Beim Rückspiel in Douala gelang dagegen mit dem 3:2 der erste Sieg in einem WM-Qualifikationsspiel. In der zweiten Runde konnte sich die Mannschaft für das Ausscheiden gegen Ghana acht Jahre zuvor revanchieren. Nach einem 2:1 in Nigeria reichte ein 1:1 im Rückspiel, um die nächste Runde zu erreichen. In dieser scheiterte Nigeria dann aber an Marokko, das sich erstmals qualifizieren konnte, womit erstmals seit 1934 wieder eine afrikanische Mannschaft bei der WM vertreten war.

### 1974 in Deutschland
In der Qualifikation für die WM in der Bundesrepublik Deutschland traf Nigeria in der ersten Runde auf die Volksrepublik Kongo und gewann das Heimspiel mit 2:1, so dass ein 1:1 im Rückspiel reichte, um die zweite Runde zu erreichen. In dieser konnten sich wiederum die Ghanaer für das Aus vier Jahre zuvor revanchieren und in Nigeria 3:2 gewinnen, so dass ihnen ein torloses Remis im Heimspiel reichte, um die dritte Runde zu erreichen. In dieser scheiterte dann Ghana an Zaire, das sich anschließend als erste Subsahara-Mannschaft für die WM qualifizieren konnte. Dies blieb aber bis dato die einzige Teilnahme für Zaire bzw. die Demokratische Republik Kongo.

### 1978 in Argentinien
In der Qualifikation zur WM in Argentinien konnte sich Nigeria in der ersten Runde gegen Sierra Leone durchsetzen. Die zweite Runde wurde kampflos überstanden, da Zaire verzichtete. In der dritten Runde wurde die Elfenbeinküste ausgeschaltet, aber in der letzten Runde war Tunesien stärker, das sich damit erstmals qualifizieren konnte, und auch Ägypten war noch vor Nigeria platziert.

### 1982 in Spanien
Für die WM in Spanien wurde die Anzahl der Startplätze erhöht und den Afrikanern ein weiterer zugestanden. In der Qualifikation mussten die Nigerianer in der ersten Runde gegen Tunesien antreten. Nachdem beide ihre Heimspiele gewonnen hatten, musste das Elfmeterschießen entscheiden. Dieses ging mit 4:3 zu Gunsten der Nigerianer aus. In der zweiten Runde wurde dann Tansania mit 1:1 und 2:0 ausgeschaltet und in der dritten Runde Guinea mit 1:1 und 1:0. In der letzten Runde war dann Algerien stärker, gewann mit 2:0 und 2:1 beide Spiele und qualifizierte sich damit erstmals für die WM.

### 1986 in Mexiko
In der Qualifikation zur zweiten WM in Mexiko mussten die Nigerianer in der ersten Runde gegen Liberia antreten und setzten sich mit 3:0 und 1:0 durch. In der zweiten Runde gelangen gegen Kenia ebenfalls zwei Siege (3:0 und 3:1). Endstation war in der dritten Runde, in der ein 1:0 im Heimspiel gegen Tunesien nicht reichte, da in Tunesien mit 0:2 verloren wurde. Tunesien scheiterte dann in der letzten Runde an Algerien.

### 1990 in Italien
Für die Qualifikation zur zweiten WM in Italien mussten die Nigerianer erst in der zweiten Runde gegen Kamerun, Angola und Gabun antreten. Nigeria gewann alle Heimspiele und erreichte in Angola ein 2:2, verlor aber die beiden anderen Auswärtsspiele. Da Kamerun vier Spiele gewann, nur je einmal remis spielte und verlor, hatte der Nachbar am Ende zwei Punkte mehr auf dem Konto und fuhr nach zwei Siegen gegen Tunesien in der letzten Runde nach Italien, wo er im Eröffnungsspiel Titelverteidiger Argentinien besiegte und als erste afrikanische Mannschaft bis ins Viertelfinale vorstieß.

### 1994 in den Vereinigten Staaten
Die Qualifikation zur WM in den USA, für die die Afrikaner einen weiteren Startplatz erhielten, verlief dann endlich erfolgreich. Nigeria sollte in einer Gruppe gegen Südafrika, Republik Kongo und Libyen antreten. Libyen verzichtete aber und mit drei Siegen sowie einem Remis gegen die beiden anderen Mannschaften gewann Nigeria die Gruppe. In der nächsten Runde waren die Elfenbeinküste und Algerien die Gegner. Punktgleich mit den Ivorern gewann Nigeria, da sie als einzige Mannschaft eine positive Tordifferenz hatten, und waren damit erstmals für die WM-Endrunde qualifiziert.
Zur WM-Endrunde reiste Nigeria als frisch gekürter Afrikameister. In den USA trafen sie in ihrem ersten WM-Spiel auf Bulgarien und gewannen mit 3:0, wobei Rashidi Yekini, Torschützenkönig der Afrikameisterschaft, das erste WM-Tor für Nigeria erzielte. Nach einem 1:2 gegen Vizeweltmeister Argentinien wurde mit einem 2:0 gegen WM-Neuling Griechenland die K.o.-Runde erreicht. Hier trafen sie auf den dreifachen Weltmeister Italien und gingen in der 25. Minute in Führung. Zwei Minuten vor Ende der regulären Spielzeit gelang Roberto Baggio für die nur noch mit 10 Spielern spielenden Italiener (Gianfranco Zola hatte in der 75. Minute die Rote Karte erhalten) der Ausgleich, der die Verlängerung bedeutete. In dieser konnte Baggio in der 100. Minute einen Strafstoß zum 2:1-Endstand für die Europäer verwandeln. Mit dem Achtelfinaleinzug hatte sich Nigeria aber achtbar aus der Affäre gezogen und die Spieler wurden in ihrer Heimat überschwänglich empfangen.

### 1998 in Frankreich
Die Qualifikation zur zweiten WM in Frankreich, für die den Afrikanern sogar nun fünf Startplätze zustanden, verlief erneut erfolgreich. In der ersten Runde hatte Nigeria ein Freilos und konnte in der zweiten Runde Guinea, Kenia und Burkina Faso ausschalten und sich wieder qualifizieren. Dabei wurde nur das letzte Spiel in Guinea verloren, als die Qualifikation schon feststand.
Zur WM-Endrunde reiste Nigeria mit einem Kader, in dem auch 12 Spieler standen, die 1996 in Atlanta die olympische Goldmedaille gewonnen hatten. Betreut wurden sie von Bora Milutinović der zuvor Mexiko (1986), Costa Rica (1990) und die USA (1994) zu Endrunden geführt hatte. In Frankreich wurde das erste Spiel gegen Spanien mit 3:2 gewonnen und auch gegen Bulgarien behielt die Mannschaft mit 1:0 die Oberhand, so dass ein 1:3 gegen Paraguay im letzten Gruppenspiel verkraftet werden konnte, um als Gruppensieger das Achtelfinale zu erreichen. Gegen Dänemark galt Nigeria daher als Favorit, musste aber bereits in der dritten Minute das 0:1 hinnehmen und ging dann mit 1:4 unter.

### 2002 in Japan und Südkorea
In der Qualifikation für die erste WM in Asien setzten sich die Nigerianer in der ersten Runde mit 0:0 und 4:0 gegen Eritrea durch. In der zweiten Runde waren dann Liberia, Ghana, der Sudan und Sierra Leone die Gegner. Mit einem Punkt Vorsprung vor Liberia mit George Weah, Afrikas Fußballer des Jahrhunderts, wurde zum dritten Mal die WM-Endrunde erreicht.
Für die Endrunde wurde Nigeria in eine Todesgruppe mit Argentinien, Schweden und England gelost. Nach einem 0:1 gegen Argentinien folgte ein 1:2 gegen Schweden und nur gegen England, denen ein Remis reichte, konnte mit dem torlosen Unentschieden ein Punkt gewonnen werden. Als Gruppenletzter schied Nigeria erstmals in der Vorrunde aus.

### 2006 in Deutschland
Für die zweite Weltmeisterschaft in Deutschland konnte sich Nigeria dann nicht qualifizieren. Nach einem Freilos in der ersten Runde wurde in der zweiten Runde in einer Gruppe mit Angola, Simbabwe, Gabun, Algerien und Ruanda nur der zweite Platz belegt. Zwar hatten die Nigerianer eine bessere Tordifferenz als die punktgleichen Angolaner, aber im direkten Vergleich (0:1 und 1:1) waren sie schlechter. Damit fuhr Angola zum ersten Mal zur WM-Endrunde, wo die Angolaner auf die ehemalige Kolonialmacht Portugal stießen.

### 2010 in Südafrika
Die Qualifikation für die erste WM in Afrika wurde dann wieder erfolgreich abgeschlossen. Dabei standen die Zeichen zunächst schlecht. Im März 2007 war Berti Vogts als Trainer verpflichtet worden, um die Mannschaft zur WM zu führen. Nach dem Achtelfinalaus bei der Fußball-Afrikameisterschaft 2008 und Querelen mit dem nigerianischen Verband warf er aber bereits im Februar 2008 das Handtuch. Sein Nachfolger wurde Shaibu Amodu. In der zweiten Runde waren WM-Gastgeber Südafrika, das an der Qualifikation teilnahm, da diese gleichzeitig als Qualifikation für die Fußball-Afrikameisterschaft 2010 diente, Sierra Leone und Äquatorialguinea die Gegner. Nigeria gewann alle sechs Spiele und war damit für die dritte Runde qualifiziert. In dieser waren Tunesien, Mosambik und Kenia die Gegner. Nach drei Siegen und drei Remis hatten die Nigerianer einen Punkt mehr als Tunesien, das am letzten Spieltag in Mosambik verlor und damit die WM verpasste. Obwohl Shaibu Amodu Nigeria dann doch zur WM geführt hatte, wurde er im Februar 2010 entlassen und durch den Schweden Lars Lagerbäck ersetzt.
In Südafrika traf Nigeria wie vier Jahre zuvor im ersten Spiel auf Argentinien und verlor wieder mit 0:1. Im zweiten Spiel verloren sie mit 1:2 gegen die von Otto Rehhagel trainierten Griechen, die damit erstmals ein WM-Spiel gewannen. Mit einem Sieg im letzten Gruppenspiel gegen Südkorea hätten sie aber noch die K.o.-Runde erreichen können. Das 2:2 war aber zu wenig und so schied Nigeria wie acht Jahre zuvor als Gruppenletzter aus. Mit dem WM-Aus endete die Tätigkeit von Lagerbäck als nigerianischer Nationaltrainer.

### 2014 in Brasilien
Auch die Qualifikation für die zweite WM in Brasilien verlief erfolgreich. In der Gruppenphase waren Malawi, Kenia und Namibia die Gegner. Mit drei Siegen und drei Remis wurden die Entscheidungsspiele der Gruppensieger erreicht. Gegner war Äthiopien und nach zwei Siegen (2:1 und 2:0) war die WM-Endrunde erreicht.
Zur WM reisten sie als Afrikameister von 2013. Trainer war Stephen Keshi, der 1994 als Spieler einen WM-Einsatz hatte. Zum vierten Mal war Argentinien einer der Vorrundengegner, zudem der Iran und WM-Neuling Bosnien und Herzegowina. Mit einem 0:0 gegen den Iran startete Nigeria schwach in die WM. Diesem folgte ein 1:0 gegen Bosnien und Herzegowina, womit der Neuling bereits ausgeschieden war, und eine 2:3-Niederlage gegen Argentinien. Da der Iran gegen Bosnien und Herzegowina verlor, erreichte Nigeria das Achtelfinale. In diesem trafen sie auf die Franzosen, die sich gegenüber der WM 2010 gesteigert hatten, wo sie in der Vorrunde als Vizeweltmeister ausgeschieden waren. Frankreich war daher favorisiert, brauchte aber bis zur 79. Minute, um durch Paul Pogba, der später als bester junger Spieler ausgezeichnet wurde, in Führung zu gehen. In der zweiten Minute der Nachspielzeit unterlief dann noch Rekordnationalspieler Joseph Yobo, der gegen Argentinien sein 100. Länderspiel bestritten hatte, ein Eigentor, womit Nigeria mit 0:2 ausschied. Mit der WM endete auch die Nationalmannschaftskarriere von Joseph Yobo und Stephen Keshi trat von seinem Amt als Nationaltrainer zurück.

### 2018 in Russland
Nigeria begann die Qualifikation unter Sunday Oliseh und musste erst in der zweiten Runde eingreifen, die im November 2015 stattfand. Gegner war Swasiland, das in der ersten Runde Dschibuti ausgeschaltet hatte. Nach einem torlosen Remis im Auswärtsspiel wurde das Heimspiel mit 2:0 gewonnen und die dritte Runde erreicht. In dieser waren zwischen Oktober 2016 und November 2017 Algerien, Kamerun und Sambia die Gegner. Nigeria startete mit zwei Siegen (2:1 gegen Sambia und 3:1 gegen Algerien), nun unter Gernot Rohr, der im August 2016 das Amt des Technical Advicer übernommen hatte. Nach einem 4:0-Heimsieg gegen Afrikameister Kamerun und einem 1:1 in Kamerun, wurde durch ein 1:0 gegen Sambia am vorletzten Spieltag als erste afrikanische Mannschaft das WM-Ticket „gebucht“.
Bei der Endrunde verlor Nigeria im ersten Spiel mit 0:2 gegen Kroatien, gewann dann gegen Island mit 2:0 und hätte mit einem Remis im letzten Spiel gegen Argentinien die K.-o.-Runde erreicht, da Argentinien ebenfalls gegen Kroatien verloren hatte und gegen Island nur ein Remis erreicht hatte. Argentiniens Rekordtorschütze Lionel Messi brachte seine Mannschaft aber bereits nach 14 Minuten in Front. Diese konnte Victor Moses in der 51. Minute zwar durch einen verwandelten Foulelfmeter ausgleichen, die Afrikaner brachten das Remis aber nicht über die Zeit, denn in der 87. Minute konnte Argentinien erneut in Führung gehen und gab diese nicht mehr her. Damit schied Nigeria nach der Gruppenphase aus, konnte sich aber in der ewigen Rangliste durch den Sieg gegen Island um drei Plätze verbessern und löste damit Kamerun als bestplatzierte afrikanische Mannschaft ab.

### 2022 in Katar
In der Qualifikation musste die Mannschaft erst in der zweiten Runde gegen Kap Verde, Liberia, das sich in der ersten Runde gegen Sierra Leone durchsetzte, und die Zentralafrikanische Republik, antreten. Die zweite Runde sollte eigentlich im März 2020 beginnen, wurde dann wegen der COVID-19-Pandemie mehrfach verschoben und begann dann erst im September 2021. Nigeria startete mit zwei Siegen – 2:0 gegen Liberia und 2:1 auf den kapverdischen Inseln. Gegen die Zentralafrikanische Republik gab es dann eine 0:1-Heimniederlage und einen 2:0-Sieg auf neutralem Platz in Kamerun. Nach einem 2:0-Sieg gegen Liberia reichte im letzten Spiel ein 1:1 gegen Kap Verde um als Gruppensieger die dritte Runde zu erreichen. Hier kam es zum Duell mit dem Dauerrivalen Ghana, gegen das Nigeria die meisten Spiele verloren und die schlechteste Bilanz hat. Nach einem 0:0 in Ghana schied Nigeria nach einem 1:1 im Heimspiel aufgrund der Auswärtstorregel aus.

### 2026 in Kanada, Mexiko und den USA
Für die erste WM in drei Ländern wurde die Zahl der Teilnehmer auf 48 erhöht und den afrdie Zentralafrikanische Republikikanischen Mannschaften vier feste Plätze mehr zugestanden, so dass sich nun neun CAF-Mitglieder direkt qualifizieren können. Eine weitere afrikanische Mannschaft, die unter den Gruppenzweiten der ersten Runde ermittelt wird, nimmt am WM-Play-off-Turnier im März 2026 teil. Die Nigerianer treffen in der ersten Runde zwischen November 2023 und Oktober 2025 in Hin- und Rückspielen auf Benin, Lesotho, Ruanda, Simbabwe und Südafrika. Gegen alle Gegner ist die Bilanz positiv.

## Spieler

### Rangliste der nigerianischen WM-Spieler mit den meisten Einsätzen
01. Joseph Yobo – 10 Einsätze bei 3 Turnieren
02. Jay-Jay Okocha – 9 Einsätze bei 3 Turnieren
03. Vincent Enyeama, Finidi George, Sunday Oliseh, Peter Rufai und Rashidi Yekini – 8 Einsätze bei 2 Turnieren
08. Mutiu Adepoju, John Obi Mikel, Ahmed Musa und Uche Okechukwu – 7 Einsätze bei 2 (Mikel und Musa) bzw. 3 Turnieren
12. Nwankwo Kanu, Peter Odemwingie, Kenneth Omeruo und Taribo West – 6 Einsätze bei 2 bzw. 3 (Kanu) Turnieren

### Rangliste der nigerianischen WM-Spieler mit den meisten Toren
01. Ahmed Musa 4 Tore
02. Daniel Amokachi, Emmanuel Amuneke und Kalu Uche je 2 Tore

### WM-Kapitäne
- 1994: Peter Rufai (1. und 2. Spiel, Achtelfinale), Stephen Keshi (3. Spiel)
- 1998: Uche Okechukwu[3]
- 2002: Jay-Jay Okocha
- 2010: Joseph Yobo (1. und 2. Spiel), Nwankwo Kanu (3. Spiel)
- 2014: Vincent Enyeama (1. Spiel), Joseph Yobo (2. und 3. Spiel, Achtelfinale)
- 2018: John Obi Mikel

### Bei Weltmeisterschaften gesperrte Spieler
- 1994: Michael Emenalo und Sunday Oliseh erhielten im Achtelfinale die zweite Gelbe Karte, die aber keinen weiteren Effekt hatten, da Nigeria ausschied.
- 2010: Sani Kaita erhielt im zweiten Gruppenspiel die Rote Karte und war für das letzte Gruppenspiel gesperrt. Chinedu Obasi erhielt im letzten Gruppenspiel die zweite Gelbe Karte. Da Nigeria ausschied, hatte diese keinen Effekt.

### Anteil der im Ausland spielenden Spieler im WM-Kader
Die Nigerianer nominierten zuerst nur im Ausland spielende Spieler. 2002 standen mit den beiden Ersatztorhütern Austin Ejide und Vincent Enyeama, der auch zu einem Einsatz kam, erstmals zwei in Nigeria spielende Spieler im Kader. 2010 wurden dann wieder nur Legionäre berücksichtigt und 2014 standen vier in Nigeria spielende Spieler im Kader, wovon aber nur Ejike Uzoenyi zu einem Einsatz kam.
| Jahr (Spiele) | Anzahl (Länder) | Spieler (Einsätze) |
| ------------- | --- | --- |
| 1994 (4)      | 22 (1 in Ägypten, 6 in Belgien, 1 in Dänemark, 3 in Deutschland, 1 in England, 2 in Frankreich, 1 in Israel, 3 in den Niederlanden, 1 in Portugal, 2 in Spanien, 1 in der Türkei)                                  | Emmanuel Amuneke (4); Alloysius Agu (0), Daniel Amokachi (4), Augustine Eguavoen (3), Stephen Keshi (1), Chidi N’Wanu (4), Sunday Oliseh (4); Emeka Ezeugo (1); Michael Emenalo (4), Uche Okafor (0), Jay-Jay Okocha (3); Efan Ekoku (0); Victor Ikpeba (0); Samson Siasia (3); Thompson Oliha (1); Finidi George (4), Benedict Iroha (1), Peter Rufai (4); Rashidi Yekini (4); Mutiu Adepoju (4), Wilfred Agbonavbare (0); Uche Okechukwu (4) |
| 1998 (4)      | 22 (1 in Belgien, 1 in England, 3 in Frankreich, 2 in Italien, 3 in den Niederlanden, 1 in Russland, 2 in der Schweiz, 4 in Spanien, 1 in Südafrika, 3 in der Türkei, 1 in den USA)                                | Mobi Oparaku (1); Celestine Babayaro (3); Victor Ikpeba (3), Godwin Okpara (2), Wilson Oruma (1); Nwankwo Kanu (3), Taribo West (4); Tijani Babangida (4), Garba Lawal (4), Sunday Oliseh (4); Augustine Eguavoen (1); Abiodun Baruwa (0), Rashidi Yekini (4); Mutiu Adepoju (3), Finidi George (4), Benedict Iroha (1), Peter Rufai (4); William Okpara (0); Daniel Amokachi (1), Jay-Jay Okocha (3), Uche Okechukwu (3); Uche Okafor (1)     |
| 2002 (3)      | 21 (2 in Belgien, 1 in China, 1 in Deutschland, 3 in England, 3 in Frankreich, 1 in Griechenland, 1 in Israel, 1 in Katar, 2 in den Niederlanden, 1 in Russland, 2 in der Schweiz, 1 in Spanien, 2 in der Ukraine) | Rabiu Afolabi (0), Justice Christopher (3); Benedict Akwuegbu (1); Taribo West (2); Celestine Babayaro (2), Nwankwo Kanu (2), Efetobore Sodje (2); Bartholomew Ogbeche (2), Jay-Jay Okocha (3), Joseph Yobo (3); Ifeanyi Udeze (2); Eric Ejiofor (0); John Utaka (1); Pius Ikedia (3), Garba Lawal (1); James Obiorah (1); Femi Opabunmi (0), Ike Shorunmu (2); Mutiu Adepoju (0); Julius Aghahowa (3), Isaac Okoronkwo (3)                    |
| 2010 (3)      | 23 (2 in Deutschland, 6 in England, 4 in Frankreich, 3 in Israel, 1 in den Niederlanden, 1 in Österreich, 3 in Russland, 2 in Spanien, 1 in der Ukraine)                                                           | Obafemi Martins (2), Chinedu Obasi (3); Yakubu Aiyegbeni (3), Dickson Etuhu (3), Nwankwo Kanu (1), Danny Shittu (3), John Utaka (0), Joseph Yobo (3); Ideye Brown (0), Elderson Echiéjilé (2), Lukman Haruna (2), Taye Taiwo (2); Dele Aiyenugba (0), Austin Ejide (0), Vincent Enyeama (3); Dele Adeleye (3); Rabiu Afolabi (2); Sani Kaita (2), Peter Odemwingie (2), Chidi Odiah (3); Victor Obinna (2), Kalu Uche (3); Ayila Yussuf (1)    |
| 2014 (4)      | 19 (2 in Belgien, 6 in England, 1 in Frankreich, 2 in Israel, 1 in Italien, 1 in den Niederlanden, 1 in Russland, 1 in Schottland, 1 in Spanien, 2 in der Türkei, 1 in der Ukraine)                                | Reuben Gabriel (1); Michael Uchebo (1); Shola Ameobi (2), John Obi Mikel (4), Victor Moses (2), Peter Odemwingie (4), Kenneth Omeruo (4), Joseph Yobo (4); Vincent Enyeama (4); Austin Ejide (0), Juwon Oshaniwa (4); Ogenyi Onazi (4); Uche Nwofor (2); Ahmed Musa (4); Efe Ambrose (4); Ramon Azeez (1); Emmanuel Emenike (4), Godfrey Oboabona (1); Michel Babatunde (2)                                                                    |
| 2018 (3)      | 21 (1 in Belgien, 2 in China, 1 in Deutschland, 5 in England, 1 in Frankreich, 1 in Israel, 2 in Italien, 1 in den Niederlanden, 1 in Russland, 2 in Spanien, 1 in Südafrika, 4 in der Türkei)                     | Elderson Echiéjilé; Odion Ighalo (3), John Obi Mikel (3); Leon Balogun (3); Kelechi Iheanacho (3), Alex Iwobi (3), Victor Moses (3), Ahmed Musa (3), Wilfred Ndidi (3); Chidozie Awaziem; John Ogu; Joel Obi, Simy (2); Tyronne Ebuehi (1); Brian Idowu (3); Oghenekaro Etebo (3), Francis Uzoho (3); Daniel Akpeyi; Kenneth Omeruo (2), Ogenyi Onazi, Abdullahi Shehu (1), William Troost-Ekong (3)                                           |

## Spiele
Die Nigerianer bestritten bisher 21 WM-Spiele, davon wurden sechs gewonnen, zwölf verloren und drei endeten remis. Ein Spiel musste verlängert werden und wurde in der Verlängerung verloren. Die Nigerianer trafen nie auf den Gastgeber, nie auf den Titelverteidiger und nie auf den späteren Weltmeister, aber dreimal auf einen Neuling (Griechenland/1994, als Nigeria selber Neuling war, Bosnien-Herzegowina/2014, Island/2018). Am häufigsten spielten die Nigerianer gegen Argentinien: bisher fünfmal (keine Mannschaften spielten in der Vorrunde öfter gegeneinander).
| Nr. | Datum      | Ergebnis  | Gegner                  | Austragungsort              |   | Anlass       | Bemerkung                                                                    |
| --- | ---------- | --------- | ----------------------- | --------------------------- | - | ------------ | ---------------------------------------------------------------------------- |
| 1   | 21.06.1994 | 3:0       | Bulgarien               | Dallas (USA)                | * | Vorrunde     | Erstes Spiel gegen Bulgarien, 250. von der FIFA gezähltes Spiel von Nigeria. |
| 2   | 25.06.1994 | 1:2       | Argentinien             | Foxborough (USA)            | * | Vorrunde     | Erstes Spiel gegen Argentinien                                               |
| 3   | 30.06.1994 | 2:0       | Griechenland            | Foxborough (USA)            | * | Vorrunde     |                                                                              |
| 4   | 05.07.1994 | 1:2 n. V. | Italien                 | Foxborough (USA)            | * | Achtelfinale | Erstes Spiel gegen Italien                                                   |
| 5   | 13.06.1998 | 3:2       | Spanien                 | Nantes (FRA)                | * | Vorrunde     | Erstes Spiel gegen Spanien                                                   |
| 6   | 19.06.1998 | 1:0       | Bulgarien               | Paris (FRA)                 | * | Vorrunde     |                                                                              |
| 7   | 24.06.1998 | 1:3       | Paraguay                | Toulouse (FRA)              | * | Vorrunde     | Erstes Spiel gegen Paraguay                                                  |
| 8   | 28.06.1998 | 1:4       | Dänemark                | Saint-Denis (FRA)           | * | Achtelfinale | Erstes Spiel gegen Dänemark                                                  |
| 9   | 02.06.2002 | 0:1       | Argentinien             | Ibaraki (JPN)               | * | Vorrunde     |                                                                              |
| 10  | 07.06.2002 | 1:2       | Schweden                | Kobe (JPN)                  | * | Vorrunde     |                                                                              |
| 11  | 12.06.2002 | 0:0       | England                 | Osaka (JPN)                 | * | Vorrunde     |                                                                              |
| 12  | 12.06.2010 | 0:1       | Argentinien             | Johannesburg (ZAF)          | * | Vorrunde     |                                                                              |
| 13  | 17.06.2010 | 1:2       | Griechenland            | Mangaung/Bloemfontein (ZAF) | * | Vorrunde     |                                                                              |
| 14  | 22.06.2010 | 2:2       | Südkorea                | Durban (ZAF)                | * | Vorrunde     |                                                                              |
| 15  | 16.06.2014 | 0:0       | Iran                    | Curitiba (BRA)              | * | Vorrunde     |                                                                              |
| 16  | 21.06.2014 | 1:0       | Bosnien und Herzegowina | Cuiaba (BRA)                | * | Vorrunde     | Erstes Spiel gegen Bosnien und Herzegowina                                   |
| 17  | 25.06.2014 | 2:3       | Argentinien             | Porto Alegre (BRA)          | * | Vorrunde     |                                                                              |
| 18  | 30.06.2014 | 0:2       | Frankreich              | Brasília (BRA)              | * | Achtelfinale |                                                                              |
| 19  | 16.06.2018 | 0:2       | Kroatien                | Kaliningrad (RUS)           | * | Gruppenspiel | Erstes Spiel gegen Kroatien                                                  |
| 20  | 22.06.2018 | 2:0       | Island                  | Wolgograd (RUS)             | * | Gruppenspiel |                                                                              |
| 21  | 26.06.2018 | 1:2       | Argentinien             | Sankt Petersburg (RUS)      | * | Gruppenspiel | 5. Vorrundenspiel gegen Argentinien (häufigste Vorrundenpaarung)             |

### Höchste Siege und Niederlagen
Folgende WM-Siege Nigerias waren gleichzeitig die höchsten Siege gegen diese Mannschaften:
- Bosnien und Herzegowina: Vorrunde 2014 – 1:0 (einziges Spiel gegen Bosnien-Herzegowina)
- Bulgarien: Vorrunde 1994 – 3:0
- Griechenland: Vorrunde 1994 (einziger Sieg gegen die Griechen)
- Island: Vorrunde 2018 (einziger Sieg gegen Island)
- Spanien: Vorrunde 1998 3:2 (einziger Sieg gegen Spanien)

Nigeria kassierte seine höchsten Niederlagen gegen folgende Mannschaften bei WM-Turnieren:
- Dänemark: Achtelfinale 1998 – 1:4 (einziges Spiel gegen Dänemark)
- Frankreich: Achtelfinale 2014 – 1:2 (einzige Niederlage gegen Frankreich)
- Italien: Achtelfinale 1994 – 1:2 (einzige Niederlage gegen Italien)
- Kroatien: Vorrunde 2018 – 0:2 (einziges Spiel gegen Kroatien)
- Paraguay: Vorrunde 2002 – 1:3 (einzige Niederlage gegen Paraguay)

## Besonderheiten
- Zweitschnelltes Gegentor nach Einwechslung eines Gegenspielers durch Ebbe Sand (Dänemark) nach 21 Sekunden bei der WM 1998 im Achtelfinale.
- Die häufigsten Vorrundenpaarungen (je 5 ×) waren Nigeria gegen Argentinien (1994, 2002, 2010, 2014 und 2018)